# Dionysius de Kartuizer

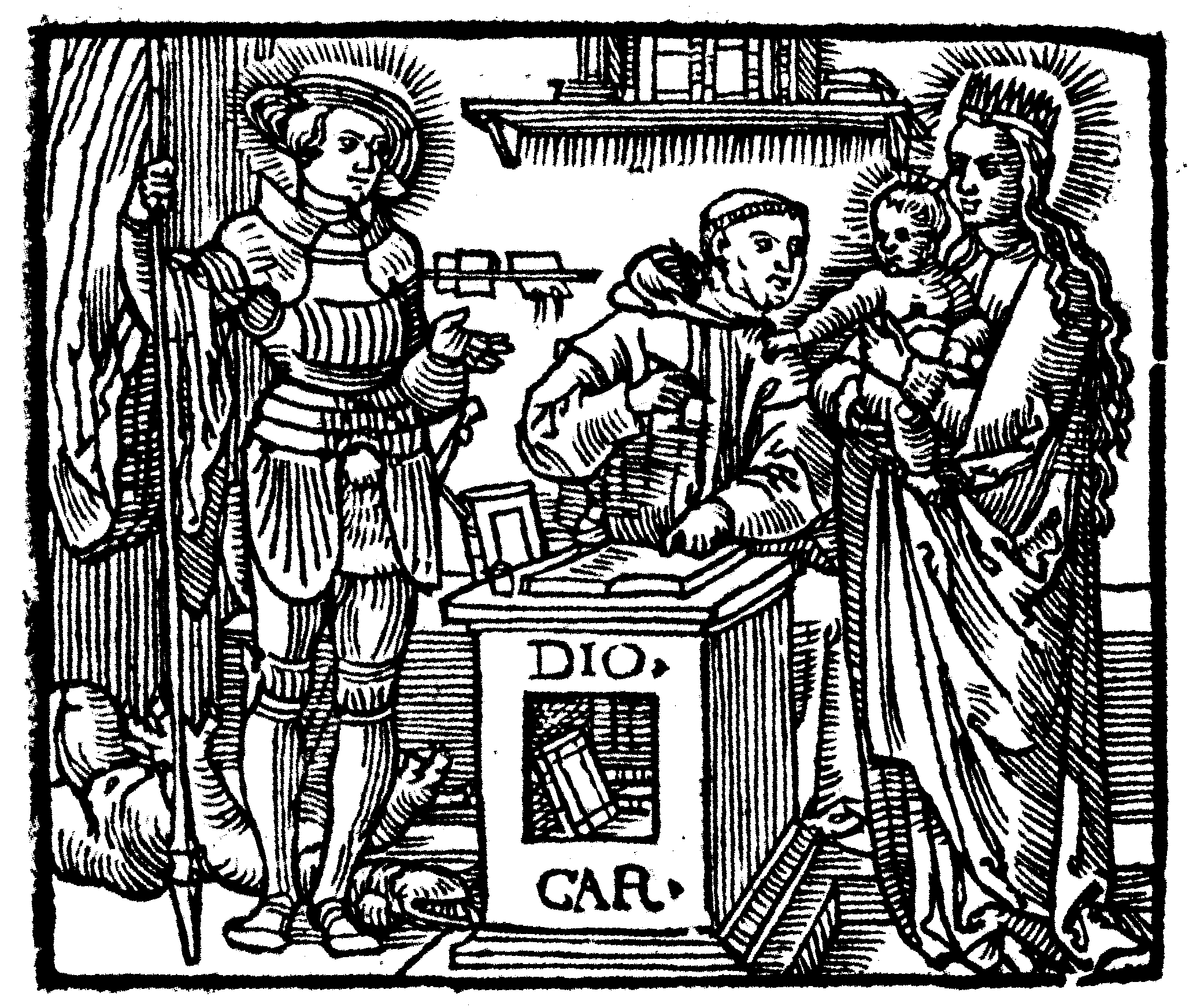
Dionysius tussen de Madonna en Sint-Joris (ets uit 1532)

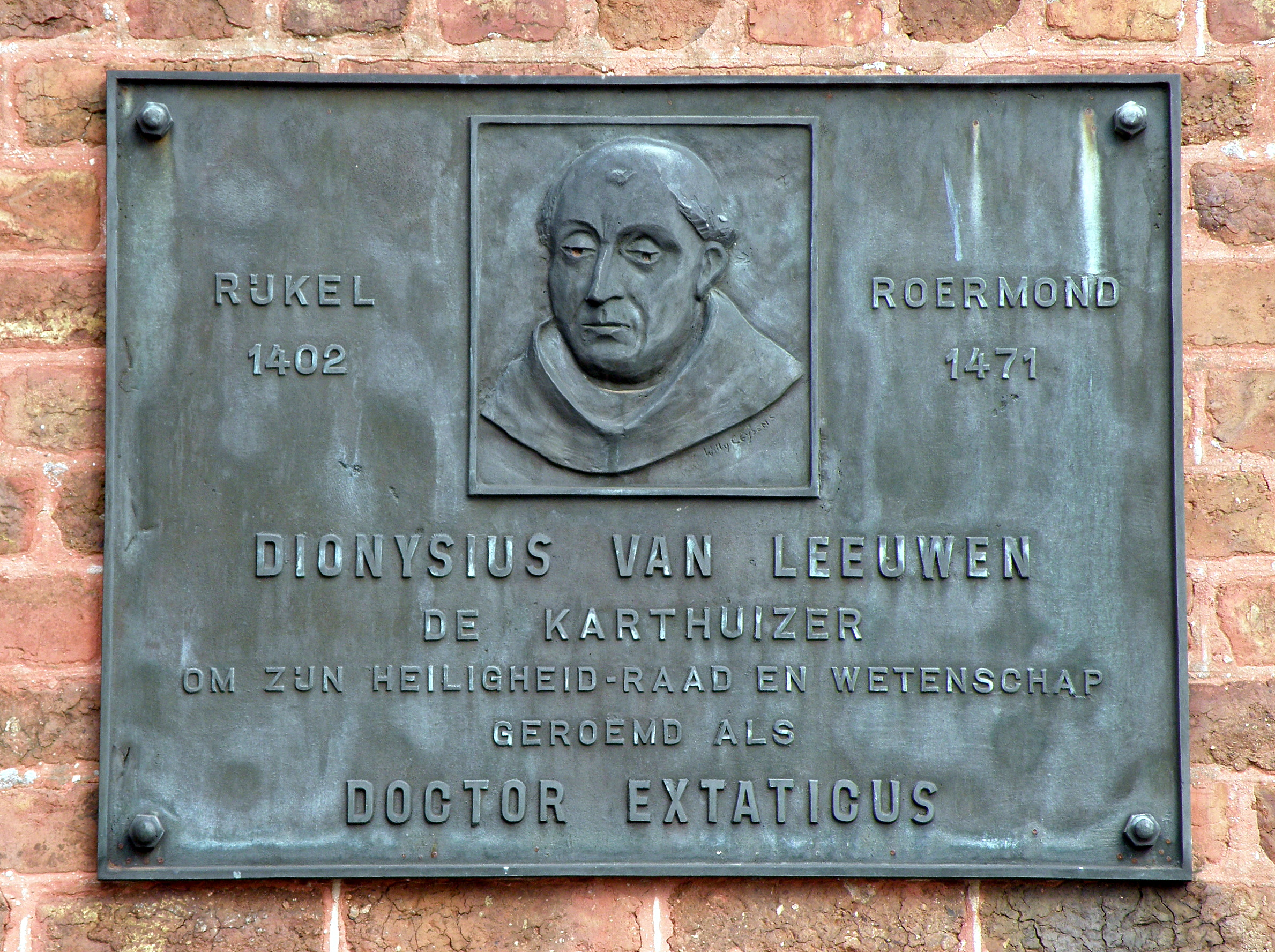
Gedenkplaat op de kerk van Rijkel.

Dionysius (Rijkel, circa 1402-1403 – Roermond, 12 maart 1471) was een Zuid-Nederlandse kartuizermonnik, geleerde en mysticus. Hij werd geboren als Denis van Leeuwen, maar werd ook Denis van Ryckel genoemd. Zijn Latijnse naam was Dionysius Carthusianus.

## Leven
Hij was afkomstig uit het prinsbisdom Luik en had adellijk bloed. Na school te hebben gelopen in Sint-Truiden, vermoedelijk bij de benedictijnen, ging hij op 13-jarige leeftijd naar Zwolle om les te volgens aan de Latijnse school van de broeders van het Gemene Leven, die werd geleid door Johannes Cele. Vervolgens haalde zijn titel van magister in de artes in 1424 in Keulen. Hij zal er ook lessen theologie hebben gevolgd.
Na deze studies trad hij toe tot de kartuizers in het Bethlehemklooster van Roermond. Deze beschouwende orde paste goed bij hem, want hij leed aan een spraakgebrek en legde zich vooral toe op het geschreven woord. Hij had mystieke ervaringen en deed aan exorcisme. Persoonlijke ascese dreef hij tot zelfkastijding en het eten van bedorven voedsel. Zijn gedachtegoed over het bannen van lusten door te mediteren over Christus' lijden, stond dicht bij de Moderne Devotie. Kerkelijk hing hij het conciliarisme aan. 
Hij was een van de laatste grote scholastici en een raadsman van kerkelijke ambtsbekleders en vorsten. Zo vergezelde hij kardinaal Nicolaas van Cusa op zijn visitatiereis door de Nederlanden en het Midden-Rijngebied in 1451-1452. Aan de hertogen Filips de Goede en Arnold van Gelre verstrekte hij politiek advies.
In 1466 werd Dionysius rector van het nieuw gestichte kartuizerklooster Sinte Sophie bij 's-Hertogenbosch. Door allerlei moeilijkheden keerde hij in 1469 terug naar Roermond. Hij overleed er op 12 maart 1471 na een lange en pijnlijke ziekte, en werd er ook begraven. 

## Werk
Hij publiceerde tal van geschriften op het gebied van wijsbegeerte, godgeleerdheid, canoniek recht, mystiek, ascese en sociologie. Hij zette zijn filosofische belezenheid om in praktische literatuur. De standaarduitgave telt ongeveer tweehonderd geschriften en beslaat 42 boekdelen. Ze bevat ook zijn preken, brieven en geestelijke oefeningen.
Zijn werk Speculum conversionis peccatorum (Een spiegel van de bekering van de zondaars) werd door Dirk Martens en Jan van Westfalen in 1473 gedrukt. Het was het eerste boek dat in Vlaanderen gedrukt werd. Een exemplaar van het boek werd in 2011 gerestaureerd en gedigitaliseerd.
In De laudabili vita coniugatorum zette hij uiteen hoe het huwelijk te rijmen viel met een devoot leven. Onder de titel Van den loveliken leven en de staet der echten was het in 1479 een van de eerste gedrukte boeken in de volkstaal.
Een ander bekend traktaat van hem is Speculum amatorum mundi, vertaald als Spieghel der liefhebbers deser werelt (1535). Het is een moralistisch-didactisch werk dat de dwaasheid van aardse genietingen uitlegt. Wie de wereld liefheeft is verdoemd, want de weg naar de hemel is smal. Een zuiver hart kan geen vreugde vinden op aarde en begrijpt dat de eeuwige vreugde alleen is weggelegd voor wie tijdens het leven godvruchtig lijdt.
Zijn commentaar op de evangeliën werd postuum gebundeld in het vijfdelige In quatuor evangelistas enarrationes (1532-1535).

## Eerbetoon
Tijdens zijn leven ontving hij de eretitel doctor extaticus. 
Bisschop Hendrik van Cuyk zette het proces voor zaligverklaring in, maar door zijn dood in 1609 werd het afgebroken. Dionysius wordt lokaal gevierd op 12 maart.

## Schedel
Zijn schedel wordt bewaard in de Caroluskapel, de kapel van het voormalige kartuizerklooster van Roermond. Op 3 december 2022 werd onder ruime belangstelling het kistje met de schedel geopend voor genetisch genealogisch onderzoek onder leiding van Prof. Maarten Larmuseau. Hierbij werd een kiestand weggenomen voor genetisch onderzoek. Tijdens de ceremonie omschreef Larmuseau hem als een 'influencer uit de 15de eeuw'.

## Uitgave
- Doctor extaticus D. Dionysius Cartusianus, Opera Omnia, ed. kartuizerorde, Montreuil-Doornik, Typis cartusiae S. Maria de Pratis, 42 dln., 1896-1935